# I've Just Begun (Having My Fun)
I've Just Begun (Having My Fun) je píseň, kterou vydala Britney Spears pouze v digitálním formátu na serveru iTunes v roce 2004.

## Informace o písni
Píseň byla původně napsána pro album In the Zone, ale nakonec byla vydražena v limitované edici této desky. Song se objevil i na výběru toho nejlepšího nazvaném Greatest Hits: My Prerogative.

## Hitparádové úspěchy
Jelikož píseň nebyla vydána v klasickém formátu a nebyl k ní ani vydán videoklip, nevešla moc ve známost a úspěchů moc nezaznamenala.